# Wicked (Film)
Wicked, auch Wicked: Teil 1, ist der erste Film einer zweiteiligen durch Jon M. Chu inszenierten Filmadaption des Musicals Wicked – Die Hexen von Oz (2003) von Winnie Holzman, die auch zusammen mit Dana Fox das Drehbuch für den Film geschrieben hat, mit Musik und Liedern von Stephen Schwartz. Dieses basiert auf dem gleichnamigen Roman (1995) von Gregory Maguire, der sich wiederum auf Figuren des Kinderbuchs Zauberer von Oz (1900) und des gleichnamigen Films (1939) bezieht.
Der Film entspricht dem ersten Akt des Musicals und erzählt eine Vorgeschichte der Figuren, die zur bösen Hexe des Westens und zur guten Hexe des Nordens werden. Diese, Elphaba und Glinda, werden in den Filmen von Cynthia Erivo und Ariana Grande gespielt.
Er erschien in den amerikanischen Kinos am 22. November 2024 und in Deutschland am 12. Dezember 2024, zusätzlich mit den Liedern der deutschen Musicalfassung. Die Fortsetzung Wicked: Teil 2, die den zweiten Akt des Musicals umsetzt, ist für den 21. November 2025 angekündigt und in Deutschland für den 20. November 2025.

## Handlung
In Oz wird der Tod der bösen Hexe des Westens Elphaba, die von einem Mädchen mit einem Eimer Wasser überschüttet worden war, bejubelt, woran auch Glinda die gute Hexe des Nordens wehmütig teilnimmt. Sie erzählt den Manschkins die Geschichte Elphabas: Deren Mutter hatte in Abwesenheit ihres Mannes, des Gouverneurs, eine Affäre mit einem reisenden Händler, dessen grünes Elixier dazu führte, dass Elphaba mit magischen Kräften der Levitation und grüner Haut geboren wurde, für die sie in ihrer Kindheit gehänselt wurde. Als Glinda gefragt wird, ob es wahr sei, dass sie mit der Hexe befreundet gewesen sei, erinnert sie sich an die gemeinsame Zeit zurück.
Während Galinda, wie sie damals noch hieß, als neue Studentin an die Glizz-Universität kommt, begleitet Elphaba eigentlich nur ihre jüngere Schwester Nessarose, die im Rollstuhl sitzt. Ihr Vater, der Elphaba seit ihrer Geburt und mehr noch seit dem Tod der Mutter ablehnt und im Gegenzug Nessarose übermäßig umsorgt, schenkt zweiteren zum Abschied ein Paar silberne Edelsteinschuhe. Elphaba erregt aber Aufmerksamkeit, als sie, um Nessarose zu beschützen, ihre Magie einsetzt, und wird von der Dekanin für Zauberwissenschaften, Madame Akaber, als Studentin aufgenommen. Diese hat zuvor Galinda, deren Herzenswunsch ist, Zauberei zu studieren, abgewiesen. Elphaba empfindet ihre Magie, die bei starken Emotionen unkontrolliert ausbricht, eher als Fluch denn Talent. Akaber trainiert sie in Einzelstunden und stellt ihr in Aussicht, den Zauberer von Oz treffen zu können, den Elphaba bewundert. Die Schwarz tragende Außenseiterin Elphaba und die stets in Pink gekleidete, quirlige Galinda müssen sich einen Wohnraum teilen, können sich aber schnell nicht ausstehen.
Der Lehrer Dr. Dillamond, eine sprechende Ziege und einer der letzten Tierprofessoren, stößt im Unterricht auf eine Hassbotschaft gegen sprechende Tiere. Er berichtet seinen Tierfreunden und Elphaba, dass eine Verschwörung im Gange sei, den intelligenten Tieren ihre Fähigkeit zum Sprechen und damit das Recht zum Unterrichten zu nehmen. Elphaba glaubt, dass der Zauberer von Oz bei dem Problem helfen könne. Der gedanken- und sorgenlose Prinz Fiyero Tigelaar kommt an die Universität und lädt seine Mitstudenten gleich zu einer Party in der Ozkothek. Galinda bringt den Manschkin Moq, der für sie schwärmt, dazu, stattdessen Nessarose auszuführen, damit sie selbst ungestört mit Fiyero ausgehen kann, da sie in ihrer beider oberflächlichen Selbstverliebtheit und Beliebtheit perfekt zusammenzupassen scheinen. Auch gibt sie in einer nur scheinbar nett gemeinten Geste einen hässlichen Hexenhut an Elphaba weiter. Im Gegenzug setzt diese sich dafür ein, dass Madame Akaber Galinda in den Zauberunterricht aufnimmt. Als Elphaba bei der Party aufgrund ihres Huts verspottet wird, steht Galinda ihr überraschend mit einem Tanz bei, bis schließlich alle mitmachen. Weil sie sie nun als Freundin sieht, verspricht Galinda, Elphaba aufzuhübschen und beliebt zu machen.
Dillamond tritt von seiner Stelle zurück, weil sprechenden Tieren nicht mehr erlaubt wird, in Glizz zu arbeiten, und wird im Klassenraum von Wachen abgeführt, wogegen nur Elphaba protestiert. Sein Nachfolger Nikidik präsentiert an einem Löwenwelpen seine Erfindung des „Käfigs“, der Tiere vom Sprechen abhalten soll. Doch Elphaba bringt mit Mohnblumen alle außer Fiyero zum Einschlafen, sodass sie gemeinsam den Löwen befreien und in Sicherheit bringen können. In einem Wald kommen sie sich näher, aber Fiyero entflieht dem Moment. Elphaba glaubt, sie sei nicht so begehrenswert für ihn wie Galinda. Elphaba erhält schließlich eine Einladung vom Zauberer, zu ihm in die Smaragdstadt zu kommen. Am Bahnhof stellt Nessarose ihrem Vater Moq als ihren Freund vor, der aber immer noch Galinda anhimmelt; während Fiyero sich von dieser distanziert und mehr an Elphaba denkt. Galinda verkündet daraufhin, dass sie ihren Namen nun in Glinda ändert, so wie Dillamond ihn ausgesprochen hatte, und fährt dann doch mit Elphaba mit.
Sie verbringen den Tag zunächst in der Smaragdstadt und sehen sich eine Show an, die die Geschichte des Zauberers erzählt, der mit einem Heißluftballon nach Oz gekommen war und anscheinend das Zauberbuch lesen konnte. In seinem Palast empfängt der Zauberer die beiden und zeigt ihnen sein Modell des „Oz von morgen“ mit einer Ziegelsteinstraße, durch die von überallher ein Weg zu ihm führen soll. Als er Elphaba nach ihrem Herzenswunsch fragt, ist es nicht mehr, dass er ihre Hautfarbe ändern soll, sondern dass er den Tieren helfen soll. Vor ihm und Madame Akaber liest sie aus dem Zauberbuch einen Flugzauber, der seinen Affen auf schmerzhafte Weise Flügel wachsen lässt. Da erkennt Elphaba, dass der Zauberer keine Kräfte hat, mit Madame Akaber dahinter steckt, dass die Tiere ihr Sprechen verlieren, und dass die beiden die Affen als Spitzel und Elphaba mit ihren tatsächlichen Zauberkräften benutzen wollten, um die weitere Herrschaft des Zauberers zu sichern. Elphaba flieht und versucht zunächst mit Glinda, den Heißluftballon des Zauberers zu benutzen, der beschädigt wird. Währenddessen verbreitet Akaber in der Stadt und anschließend im ganzen Land die Nachricht, Elphaba sei eine böse Hexe, was sich in ihrer grünen Hautfarbe manifestiere. (Beim Hören dieser Nachricht erleidet ihr Vater einen Herzanfall.) Glinda und Elphaba kommen zum Dachstuhl, wo Glinda noch versucht, sie dazu zu bewegen, sich mit dem Zauberer und Madame Akaber zu versöhnen. Glinda entscheidet sich zu bleiben; Elphaba wiederum fliegt auf einem Besen davon.

## Besetzung und Synchronisation
Die deutschsprachige Synchronisation entstand nach dem Dialogbuch und unter der Dialogregie von Manuel Straube durch die FFS Film- & Fernseh-Synchron. Die musikalische Leitung hatte Thomas Amper inne nach den deutschen Liedtexten des Librettisten Michael Kunze, der die Lieder bereits für die deutsche Version des Musicals übersetzt hat. Die Adaption der deutschen Liedtexte übernahm Nina Schneider.
| Rolle | Originaldarsteller       | Deutsche Besetzung   | Deutsche Besetzung   |
| Rolle | Originaldarsteller       | Sprecher             | Gesang               |
| --- | ------------------------ | -------------------- | -------------------- |
| Elphaba Thropp | Cynthia Erivo            | Mareile Moeller      | Sabrina Weckerlin    |
| Elphaba Thropp | Karis Musongole K        | Miu Whigham K        | –                    |
| Galinda/Glinda von Hochborn (Upland) | Ariana Grande-Butera     | Lea Kalbhenn         | Sophia Riedl         |
| der Zauberer von Oz (the Wizard of Oz) | Jeff Goldblum 1          | Martin Umbach        | Martin Umbach        |
| Madame Akaber (Madame Morrible) | Michelle Yeoh            | Sabine Falkenberg    | Sabine Falkenberg    |
| Fiyero Tigelaar | Jonathan Bailey          | Martin Bonvicini     | Philipp Büttner      |
| Moq Woodsman (Boq) | Ethan Slater             | Konrad Bösherz       | Toby Heinz           |
| Nessarose Thropp | Marissa Bode             | Giovanna Winterfeldt | Giovanna Winterfeldt |
| Nessarose Thropp | Cesily Collette Taylor K | Amadea Lipke K       | –                    |
| Dr. Dillamond T | Peter Dinklage           | Claus-Peter Damitz   | Claus-Peter Damitz   |
| Pfanny (Pfannee) | Bowen Yang               | Jeremias Koschorz    | –                    |
| SchönSchön (ShenShen) | Bronwyn James            | Rubina Nath          | –                    |
| Miss Coddle | Keala Settle             | Almut Zydra          | –                    |
| Professor Nikidik | Colin Michael Carmichael | Marius Clarén        | –                    |
| Glizz-Präsident | Shaun Pendergast         | Florian Halm         | –                    |
| Governor Thropp | Andy Nyman               | Robin Brosch         |                      |
| Mrs. Thropp | Courtney Mae-Briggs      | Jasmin Arnoldt       |                      |
| Zuckerbär T (Dulcibear) | Sharon D. Clarke         | Heide Domanowski     |                      |
| Wolfsärztin T | Jenna Boyd               | Carmen Katt          |                      |
| Galindas Vater | Adam James               | Sebastian Hölz       | –                    |
| Galindas Mutter | Alice Fearn              | Dina Hellwig         | –                    |
| Feldsporn T (Feldspur) | Stephen Stanton          | Marko Bräutigam      | –                    |
| Wiz-o-Mania-Erzähler | Michael McCorry Rose     | –                    | Patrick Stanke       |
| Wiz-o-Mania-Superstars | Idina Menzel             | –                    | Willemijn Verkaik    |
| Wiz-o-Mania-Superstars | Kristin Chenoweth        | –                    | Lucy Scherer         |
| Wiz-o-Mania-Zuschauerin | Winnie Holzman           |                      | –                    |
| Palastwache | Stephen Schwartz         |                      | –                    |
| 1 Jeff Goldblum singt ebenfalls die Rolle des Liebhabers von Mrs. Thropp. K Diese Schauspieler verkörpern die entsprechende Rolle als Kind. T Diese Figuren sind sprechende Tiere, von denen die meisten computeranimiert sind, sodass ihre Originaldarsteller nur als Synchronsprecher agierten. |                          |                      |                      |

## Musiknummern
Der Film setzt die elf Lieder des ersten Aktes des Musicals in Musiknummern um; ausgelassen ist nur eine Reprise von The Wizard and I, als die Einladung des Zauberers ankommt. Einige Lieder wurden an verschiedenen Stellen umgeschrieben und angepasst; insbesondere One Short Day erhielt zusätzliche Passagen für neue Rollen. In der deutschsprachigen Synchronisation wurden die Übersetzungen aus der deutschsprachigen Fassung des Musicals verwendet. Textänderungen mussten etwa erfolgen, um sie den Mundbewegungen der Schauspieler anzupassen. Der Titel des Liedes Popular, das im Musical Heißgeliebt heißt, wurde im Film wörtlich übersetzt.
| englischer Titel         | deutscher Titel         | Rollen                                                                         |
| ------------------------ | ----------------------- | ------------------------------------------------------------------------------ |
| No One Mourns the Wicked | Keiner weint um Hexen   | Manschkins, Glinda, Governor Thropp, Mrs. Thropp, Liebhaber, Ärztin, Zuckerbär |
| Dear Old Shiz            | Im guten alten Glizz    | Schülerchor, Galinda                                                           |
| The Wizard and I         | Zwei, die sich verstehn | Madame Akaber, Elphaba                                                         |
| What Is This Feeling?    | Was fühl ich in mir?    | Galinda, Elphaba, Schüler                                                      |
| Something Bad            | Wie ein Fluch           | Dr. Dillamond, Tiere, Elphaba                                                  |
| Dancing Through Life     | Tanz durch die Welt     | Fiyero, Moq, Galinda, Nessarose, Elphaba, Schüler                              |
| Popular                  | Populär                 | Galinda, Elphaba                                                               |
| I’m Not That Girl        | Ich bin es nicht        | Elphaba                                                                        |
| One Short Day            | Nur ein Tag             | Smaragdstadtbewohner, Glinda und Elphaba, Wiz-o-Mania-Erzähler und -Sänger     |
| A Sentimental Man        | Ein seelenvoller Mann   | Der Zauberer von Oz                                                            |
| Defying Gravity          | Frei und schwerelos     | Glinda, Elphaba, Palastwachen                                                  |

## Produktion

### Musical und erste Entwicklung
Bereits früh nach Veröffentlichung des Romans Wicked – Die Hexen von Oz 1995 von Gregory Maguire hatte Universal Pictures die Adaptionsrechte mit der Idee für einen Live-Action-Film erworben. Musical-Komponist Stephen Schwartz erfuhr davon, als er nach Lektüre des Romans Maguire um die Rechte für eine Musicaladaption anfragte. Mit einem persönlichen Appell überzeugte Schwartz Marc Platt, Produzent für Universal, von einem Musical anstelle eines Films, der zusammen mit David Stone Produzent des Musicals wurde. Schwartz ließ die Fernsehautorin Winnie Holzman das Drehbuch schreiben, die ebenfalls einmal für die Rechte angefragt hatte, aber wegen Universal wieder Abstand von der Idee genommen hatte. In der Broadway-Produktion wurden Elphaba und Glinda von Idina Menzel und Kristin Chenoweth gespielt.
Im Juli 2010 unternahmen Platt, Schwartz und Holzman zusammen erste Schritte zur Entwicklung einer Filmadaption, indem sie begannen, sich mit Regisseuren zu treffen. 2012 entschieden sie sich für Stephen Daldry. Erstmals wurde die Produktion unter Daldrys Regie im Juni 2016 mit einer anvisierten Kinoveröffentlichung für Dezember 2019 angekündigt. In der Folge aber wurden Produktionsbeginn und damit einhergehend der angekündigte Veröffentlichungstermin mehrfach verschoben, 2020 wegen der COVID-19-Pandemie. Im Oktober 2020 schließlich stieg Daldry aufgrund verschiedener Produktionskonflikte vor Drehbeginn aus dem Projekt aus.

### Umsetzung durch Jon M. Chu

#### Stab und Besetzung
Im Februar 2021 wurde als neuer Regisseur Jon M. Chu engagiert, der selbst kurz zuvor von der Inszenierung der Fernsehserie Willow abgesprungen war. Das Drehbuch für ihn schrieb die Autorin des Musicals Winnie Holzman in Kollaboration mit Dana Fox. Chus erste Adaption einer Broadway-Produktion war 2021 In the Heights. Von dort folgten ihm zu Wicked Kamerafrau Alice Brooks, die bereits 2015 für Chu Jem and the Holograms drehte, und Filmeditor Myron Kerstein; die beiden arbeiteten 2021 auch für Tick, Tick… Boom! zusammen.
Produktionsdesigner wurde der mehrfach für Christopher-Nolan-Filme Oscar-nominierte Nathan Crowley, der vor Wicked den Film Wonka verantwortet hatte, und Kostümdesigner Paul Tazewell, der zuvor an der Musical-Filmadaption West Side Story gearbeitet hatte. Auch hatte Tazewell bereits in Harriet – Der Weg in die Freiheit Hauptdarstellerin Cynthia Erivo eingekleidet. Das Hair- und Make-up-Design, zu dem als größte Aufgabe die grüne Hautfarbe Elphabas gehört, stammt von Frances Hannon. Pablo Helman leitete als Supervisor die Erstellung der Visuellen Effekte. Christopher Scott, der seit 15 Jahren mit Chu zusammenarbeitet, choreografierte die Tanznummern.
Das Casting leiteten als Casting Director Bernard Tesley, der bereits vor über 25 Jahren an dem Casting für die originale Broadway-Produktion beteiligt war, und Tiffany Little Canfield. Es fand sowohl in New York City als auch London statt, wodurch neben amerikanischen Schauspielstars kleinere Rollen mit West-End-Darstellern gefüllt werden konnten.
Im November 2021 gingen die beiden Hauptrollen Elphaba und Glinda an Cynthia Erivo und Ariana Grande. Diese wird in den Credits das erste Mal in ihrer Karriere mit ihrem vollständigen Namen Grande-Butera gelistet, was sie damit begründet, dass es der Name ist, mit dem sie als Kind das erste Mal das Musical Wicked gesehen hatte.
Als die wichtigste männliche Rolle Fiyero Tigelaar, dem Love Interest für Glinda und Elphaba, wurde im September 2022 Jonathan Bailey aus Bridgerton besetzt. Casting-Direktor Telsey hatte Bailey nach einer Aufführung des Theaterstücks Company kennengelernt, aber er wurde erst verfügbar, als die COVID-19-Pandemie andere Projekte verschoben hatte. Darauf wurde er, nachdem Vorsprechen für die Rolle abgehalten waren, als einer der letzten Hauptdarsteller besetzt. Auf eigene Anfrage an Chu erhielt Bailey, dessen Figur im Film reitet, als Spielpartner dasselbe Pferd, das er bereits in Bridgerton geritten hat.
Weitere größere Rollen haben Ethan Slater aus dem SpongeBob-Schwammkopf-Musical, Michelle Yeoh und als der Zauberer von Oz Jeff Goldblum inne. Elphabas Schwester Nessarose wird von Marissa Bode verkörpert, die wie die Rolle auch im echten Leben im Rollstuhl sitzt. Weitere Nebenrollen am Handlungsort der Shiz-Universität gingen neben anderen an Bowen Yang und Bronwyn James als Mitschüler der Hauptfiguren und Keala Settle als Schulpersonal. Im April 2024 wurde bei der CinemaCon bekanntgegeben, dass die Figur Dr. Dillamond, eine sprechende Ziege, die animiert wird, als Synchronsprecher Peter Dinklage aus Game of Thrones erhielt.
Während der Musiknummer zu One Short Day, die in der Smaragdstadt spielt, erscheinen Komponist Stephen Schwartz als Torwache und Drehbuchautorin Winnie Holzman in Cameos. Kristin Chenoweth und Idina Menzel, die am Broadway in der Originalbesetzung des Musicals Glinda und Elphaba gespielt haben, treten als Showsängerinnen auf. Auch Choreograf Christopher Scott hat in der Smaragdstadt sein Cameo, in dem er Glinda und Elphaba bei ihrer Ankunft die Mäntel abnimmt.

#### Teilung und Dreharbeiten
Während der vorbereitenden Produktion wurde, wie Chu im April 2022 bekanntgab, beschlossen, den Film auf zwei aufzuteilen. Chu erklärte, es sei unmöglich gewesen, die Handlung in einen Film unterzubringen, ohne ihr dabei durch das Streichen von Liedern oder Figuren zu schaden. Im Gegenzug ermögliche diese Entscheidung, mit Ergänzungen der Geschichte mehr Tiefe zu geben. Chu betonte zudem, der offizielle Filmtitel laute absichtlich nur Wicked und nicht Wicked: Part One oder ähnlich, um sicherzustellen, dass die Zuschauer das Kino nach Ende des Films zufrieden verlassen und nicht unbedingt auf die Fortsetzung warten. Die Aufteilung entspricht den zwei Akten des Musicals, sodass der erste Film mit dem Finallied des ersten Aktes „Defying Gravity“ endet. Schwartz kommentierte, dieses Lied sei spezifisch dafür geschrieben, danach den Vorhang zu schließen, und es sei zu schwierig gewesen, dem ohne Pause etwas folgen zu lassen, das zwangsweise antiklimaktisch gewesen wäre. Schwartz schrieb für die Filme zusätzliche neue Lieder, von denen er sagt, sie seien durch die Geschichte gefordert.
Als Budget für die Gesamtproduktion beider Filme zusammen wurden 300 Millionen Dollar berichtet, wodurch als theoretisches Budget für die einzelnen Filme jeweils 150 Millionen Dollar gerechnet werden.
Nach Proben ab August begannen die Dreharbeiten im späten November in den 2022 neu eröffneten Sky Studios im englischen Elstree. Gedreht wurde mit insgesamt 750 Crewmitgliedern in 17 Soundstages und 5 Backlot Sets, auf denen ein Bahnhof, eine Klippe, Manschkinland, die Glizz-Universität und die Smaragdstadt geschaffen wurden, von denen die letzten zwei die Größe von vier American-Football-Feldern hatten. Zusätzlich sind ein Tulpenfeld gepflanzt, die gelbe Steinstraße gepflastert und ein tatsächlicher Zug, der Figuren im Film zwischen den Spielorten transportiert, am Set eingerichtet worden. Chu führte den Film Hook an als Inspiration für seinen Wunsch, möglichst wenig CGI und digitale Effekte, sondern groß angelegte Sets einzusetzen.
Die Dreharbeiten wurden aufgrund des Streiks der amerikanischen Schauspielergewerkschaft SAG-AFTRA im Juli 2023 unterbrochen. Zu dem Zeitpunkt waren nach acht Monaten noch zehn Tage zu drehen übrig. Der Brite Bailey konnte, weil er der britischen Gewerkschaft Equity angehört, vier Tage weiterdrehen. Die Dreharbeiten wurden im Januar 2024 wieder aufgenommen und waren nach wenigen Tagen am 26. Januar abgeschlossen.

#### Musikproduktion
In den Studios bei Elstree wurde auch ein Musikstudio für Proben und Musikaufnahmen errichtet, damit Schauspiel und Musikproduktion nahe beieinander stattfanden. Der Gesang der Schauspieler wurde nicht vorab separat im Studio, sondern live während der Dreharbeiten am Set aufgenommen. Die Aufnahmen des Live-Gesangs am Set leitete der Oscar-ausgezeichnete Tonmeister Simon Hayes.
Die Filmmusik komponierte John Powell. Neben Stephen Schwartz wurde der Soundtrack produziert und arrangiert von Stephen Oremus und Greg Wells, der auch die Tonmischung übernahm und mehrere Instrumente spielte. Wells ist seit über 35 Jahren mit Schwartz befreundet und hat bereits mit Ariana Grande an ihrem ersten Album zusammengearbeitet. Die Orchestrierung schrieb Jeff Atmajian, der sie vom 23-köpfigen Orchesterensemble für das Musical auf ein Orchester von etwa 80 Personen erweiterte; unter Powell und Oremus als Dirigenten spielte die Instrumente das London Symphony Orchestra in den Londoner AIR Studios.

#### Schnitt und Postproduktion
Chu leitete die Nachbearbeitung und Kommunikation mit dem dafür verantwortlichen Team über eine Apple Vision Pro. Editor Kerstein verwendete für den Schnitt den Media Composer von Avid. Visuelle Effekte wurden durch Industrial Light & Magic und Framestore erstellt. Erste Materialanordnungen wurden bis Ende 2023 für beide Filme vorgenommen; dann erfolgte zunächst nur die Nachbearbeitung für Wicked, während der zweite Film ruhen gelassen wurde. Dessen Nachbearbeitung wurde erst nach Veröffentlichung des ersten Films wieder aufgenommen.

## Veröffentlichung

### Kino
Die beiden Filme wurden 2022 ursprünglich jeweils für den 25. Dezember 2024 und 2025 angekündigt. Im März und Juni 2023 wurden sie auf den 27. November 2024 und 26. November 2025 vorgezogen, jeweils der Vorabend zu Thanksgiving. Anfang Juli 2024 wurde der Film fünf Tage auf den 22. November vorgezogen. Mehrere Verschiebungen lassen sich damit begründen, dass eine Veröffentlichung zeitgleich mit einem anderen Blockbuster, der auf dasselbe Publikum abzielt, vermieden werden sollte. Der Film erschien am 22. November 2024 schließlich zeitgleich mit Gladiator II. Am 18. November 2024 fanden Voraufführungen in ausgewählten amerikanischen Kinos statt, für die exklusiv Amazon-Prime-Mitglieder Karten erwarben konnten. Eine Sing-along-Version kam ab dem 25. Dezember in die amerikanischen Kinos. Am 4. Juni kam es zu exklusiven erneuten Aufführungen des Films in über 100 nordamerikanischen Kinos, die gleichzeitig gestartet wurden und im Anschluss die Premiere des Trailers zu Wicked: Teil 2 zeigten.
In Deutschland erschien der Film am 12. Dezember 2024. Es gibt zwei Synchronfassungen, eine mit deutschen Dialogen und den englischen Liedfassungen sowie eine mit deutschen Liedfassungen. Für die deutschsprachige Gesangsfassung wurden Sabrina Weckerlin (Elphaba) und Sophia Riedl (Glinda) verpflichtet, wobei Weckerlin bereits in der deutschsprachigen Originalproduktion des Bühnenmusicals in Stuttgart die Rolle der Elphaba alternierend spielte. Die Cameo-Auftritte von Idina Menzel und Kristin Chenoweth als Wiz-o-mania-Superstars werden in der deutschsprachigen Gesangsversion von der Originalbesetzung der deutschsprachigen Musicalproduktion von Wicked, Willemijn Verkaik (Elphaba) und Lucy Scherer (Glinda), synchronisiert. In Deutschland starteten Sing-Along-Vorführungen der englischsprachigen Fassung am 31. Januar 2025.
Der Film erhielt für die amerikanische Veröffentlichung von der Motion Picture Association das Rating „PG“. Dies entspricht auch in etwa den Empfehlungen der Musicalproduktionen ab 8 Jahren beim Broadway und 7+ beim West End. In Deutschland vergab die Freiwillige Selbstkontrolle der Filmwirtschaft eine Freigabe ab sechs Jahren.

### Marketing und Merchandise
Der erste Teaser-Trailer wurde am 11. Februar 2024 während des Super Bowl LVIII gezeigt. Der zweite Trailer wurde am 15. Mai veröffentlicht, dem Geburtstag von Lyman Frank Baum, Autor des Buchs Der Zauberer von Oz. Er enthält erste Auszüge der Lieder Popular, gesungen von Grande, und Defying Gravity, gesungen von Erivo.
In einer globalen Marketingkampagne, die nach Einschätzungen 150 Millionen US-Dollar gekostet und einen Werbewert von 350 Millionen US-Dollar betragen haben soll, ging Universal Pictures eine Partnerschaft mit 450 Markenunternehmen ein für Werbeprodukte, die häufig in den Farben der Film-Hauptfiguren Grün und Pink gestaltet wurden, darunter etwa auch Target, Starbucks, Lego und Mattel sowie Kleidungs- und Kosmetiklinien. Universal Chief Marketing Officer Michael Moses erklärte, man wollte den Film zu einem kulturellen Ereignis machen. Dabei war man inspiriert von der Kampagne für den Film Barbie; beide wurden insbesondere durch den Zuspruch von Frauen angetrieben. Barbie-Puppen von Mattel im Design der Filmfiguren enthielten auf der Verpackung eine fehlerhafte Internetadresse, die nicht zur erwarteten Film-Website, sondern auf eine Porno-Seite führte. Daraufhin verklagte eine Mutter in den Vereinigten Staaten den Hersteller.
Das Medienunternehmen NBCUniversal, zu dem Universal Pictures und das Fernsehnetzwerk National Broadcasting Company gehören, brachte eine Promotionskampagne in Zusammenhang seiner Fernsehübertragung der Olympischen Sommerspiele 2024 sowie ein Making-of-Special. Das Special Defying Gravity: The Curtain Rises on Wicked wurde am 19. November 2024 ausgestrahlt.
Ab Anfang November fand eine globale Promotionstour in fünf Städten statt – Sydney, Los Angeles, Mexiko-Stadt, New York City, London – mit Premierenvorführungen, die von Ariana Grande und Cynthia Erivo besucht wurden und deren Lokalitäten jeweils in einen anderen Ort aus der Welt von Oz dekoriert wurden. Die erste Aufführung in Sydney am 3. November 2024 stellte damit die Weltpremiere des Films dar. Im Rahmen dieser Tour fand die amerikanische Premiere am 9. November im Dorothy Chandler Pavilion in Los Angeles statt. Zu Gast waren auch Idina Menzel und Kristin Chenoweth.
Die aktivistische Lyrikerin Amanda Gorman kreierte ein neues Gedicht mit dem Titel Do Us Good, das von dem Film und Versen der Lieder inspiriert ist, und veröffentlichte eine Video-Performance dazu.

### Musik
Das englische Soundtrack-Album wurde zeitgleich zum Film am 22. November 2024 veröffentlicht und konnte ab dem 9. Oktober vorbestellt werden. Es enthält die elf Lieder des ersten Aktes des Musicals. Ein Score-Album mit den instrumentellen Kompositionen wurde am 6. Dezember 2024 veröffentlicht. Am 20. Dezember 2024 wurden digital Sing-Along-Versionen der Lieder ohne den Gesang der jeweiligen Leadperformer veröffentlicht.
| Nr. | Lied                     | Sänger                                                                                          |
| --- | ------------------------ | ----------------------------------------------------------------------------------------------- |
| 1   | No One Mourns the Wicked | Ariana Grande ft. Andy Nyman, Courtney Mae-Briggs, Jeff Goldblum, Sharon D. Clarke & Jenna Boyd |
| 2   | Dear Old Shiz            | Shiz University Choir ft. Ariana Grande                                                         |
| 3   | The Wizard And I         | Cynthia Erivo ft. Michelle Yeoh                                                                 |
| 4   | What Is This Feeling?    | Ariana Grande & Cynthia Erivo                                                                   |
| 5   | Something Bad            | Peter Dinklage ft. Cynthia Erivo                                                                |
| 6   | Dancing Through Life     | Jonathan Bailey ft. Ariana Grande, Ethan Slater, Marissa Bode & Cynthia Erivo                   |
| 7   | Popular                  | Ariana Grande                                                                                   |
| 8   | I’m Not That Girl        | Cynthia Erivo                                                                                   |
| 9   | One Short Day            | Cynthia Erivo, Ariana Grande, Kristin Chenoweth, Idina Menzel ft. Michael McCorry Rose          |
| 10  | A Sentimental Man        | Jeff Goldblum                                                                                   |
| 11  | Defying Gravity          | Cynthia Erivo ft. Ariana Grande                                                                 |

### Heimveröffentlichung
Der Film wurde in den Vereinigten Staaten am 31. Dezember 2024 zum Kauf oder Leih als Video on Demand auf digitalen Plattformen veröffentlicht. Auf DVD und Blu-ray Disc erschien er in den Vereinigten Staaten am 4. Februar 2025. Zum kostenfreien Stream landete er zuerst am 21. März 2025 auf Peacock.
In Deutschland erfolgte die Veröffentlichung auf Video on Demand am 13. Februar 2025 und auf Disc am 27. Februar. Zum Stream kostenlos im Abo erscheint der Film am 27. Juni 2025 bei Sky Cinema und Wow.

## Rezeption

### Einspielergebnisse
| Einnahmen in Dollar Stand: Juni 2025 | Einnahmen in Dollar Stand: Juni 2025 |
| ------------------------------------ | ------------------------------------ |
| global                               | 756.173.158                          |
| heimisch (USA+CAN)                   | 473.231.120                          |
| international                        | 282.942.038                          |
| britisch                             | 79.224.872                           |
| deutsch                              | 20.400.815                           |

Der Film nahm durch Voraufführungen in der Woche vor der regulären Kinopremiere 19,2 Millionen US-Dollar ein. Er erreichte am Eröffnungstag zusammen mit den Previews gerechnet 46,7 Millionen Dollar und nach dem Eröffnungswochenende in den Vereinigten Staaten und Kanada insgesamt 114 Millionen Dollar und weltweit 164,2 Millionen Dollar, womit es die globale Eröffnung von Les Misérables (103 Millionen) übertrifft. Dies ist das größte Eröffnungsergebnis für eine Broadway-Adaption. Ende November erreichte er insgesamt 214,3 Millionen Dollar in Amerika und 358 Millionen Dollar weltweit. Er übertraf damit die amerikanischen Gesamteinnahmen von Grease und wurde damit die erfolgreichste Broadway-Adaption jemals an amerikanischen Kinokassen. Nach der ersten Dezemberwoche überschritt er national 300 Millionen Dollar und international 100 Millionen mit weltweit insgesamt 455 Millionen Dollar. Mitte Dezember überschritt er die Marke von 500 Millionen Dollar weltweit mit insgesamt 525 Millionen. Er überholte damit Die fantastische Welt von Oz von 2013 als erfolgreichster Film zur Welt von Oz. Der Film stieg zu Weihnachten in die Top 50 der erfolgreichsten Filme am nordamerikanischen Markt ein und überschritt nach Weihnachten national 400 Millionen Dollar. Mit insgesamt 634 Millionen Dollar überholte er am 29. Dezember Mamma Mia! als erfolgreichste Broadway-Adaption weltweit. Mitte Januar 2025 erreichte der Film weltweit 700 Millionen Dollar. Vor Ende Januar überholte der Film mit über 715 Millionen Dollar Dune: Part Two und gelangte damit in die Top 5 Filme von 2024 nach weltweiten Einnahmen. Ende April 2025 überschritten die globalen Kinoeinnahmen 750 Millionen Dollar.
Die digitale Veröffentlichung in den Vereinigten Staaten und Kanada zum Kaufen oder Leihen ab dem 31. Dezember 2024 erzielte einen Gewinn von 26 Millionen Dollar am ersten Tag und von 70 Millionen Dollar in der ersten Woche. Für beide Zeiträume sind es die höchsten Einnahmen über Video on Demand für einen Universal-Film. Zum Beginn April 2025 erreichten die Einnahmen durch Video on Demand zum Bezahlen 100 Millionen Dollar.
Ende April 2025 berechnete Deadline Hollywood bei 753 Millionen Dollar als Kinoeinnahmen aus allen Einnahmen und Kosten, inklusive dem Budget, einen Reingewinn des Films für Universal von 230 Millionen Dollar. Damit sei er der fünftprofitabelste Film des Jahres 2024.

### Wertungen und Kritiken
Bei Rotten Tomatoes erreichte der Film eine Bewertung von 88 %, basierend auf 378 Rezensenten. Bei einer durchschnittlichen Bewertung von 7,5 von 10 möglichen Punkten. Bei Metacritic erhielt der Film einen Metascore von 73 von 100 möglichen Punkten, basierend auf 63 Kritiken, die zu 79 % positiv sind. Amerikanische Kinogänger vergaben in Umfragen des Marktforschungsunternehmens CinemaScore die Note A und des Kinoumfrageunternehmens PostTrak eine Positivwertung von 90 % und zu 80 % eine definitive Empfehlung.
Der Film wurde von Journalisten als Meisterwerk und Spektakel bezeichnet. Beispielsweise nannte Scott Menzel ihn „eine der besten Leinwandadaptionen eines Broadway-Musicals überhaupt“ und Erin Strecker von IndieWire „die beste Musical-Filmadaption seit Chicago und Mamma Mia!.“ Für Kyle Smith vom Wall Street Journal ist er „der unterhaltsamste Film des Jahres und das blendendste Live-Action-Hollywood-Musical seit Chicago“ und für Peter Travers von den ABC News „ein neuer Goldstandard für Filmmusicals und ein perfektes Kompliment an den unsterblichen Zauberer von Oz.“

### Auszeichnungen
Bei den Astra Film Awards erhielt Wicked die meisten Nominierungen eines Films jemals mit 19 in allen Kategorien, in denen er berechtigt war. Dazu erhielt er die meisten Nominierungen bei den Critics’ Choice Movie Awards 2025 neben Konklave mit 11 und bei den Screen Actors Guild Awards 2025 mit 5 Nominierungen. Bei der Oscarverleihung 2025 war er zusammen mit Der Brutalist zehnmal nominiert und lag damit hinter den 13 Nominierungen von Emilia Pérez. Zwei Oscars gingen an Paul Tazewell für Kostümdesign und Nathan Crowley und Lee Sandales für Produktionsdesign. Anstelle der Nominierten für den Besten Song traten neben anderen Performances Ariana Grande und Cynthia Erivo mit einem Medley aus den drei Oz-Musicals auf und sangen Over the Rainbow aus dem Zauberer von Oz, Home aus The Wiz und Defying Gravity. Bei den Nickelodeon Kids’ Choice Awards 2025 hatte der Film die meisten Nominierungen mit acht und erhielt die meisten Auszeichnungen der Filmkategorien mit drei.
| Kategorie               | Rezipient                     | Nom. | davon Aus. |
| ----------------------- | ----------------------------- | ---- | ---------- |
| Bester Film 1           |                               | 26   | 5          |
| Regie                   | Jon M. Chu                    | 11   | 4          |
| Drehbuch 2              | Winnie Holzman, Dana Fox      | 15   | 2          |
| Hauptdarstellerin       | Cynthia Erivo                 | 41   | 4          |
| Nebendarstellerin       | Ariana Grande                 | 49   | 14         |
| Nebendarsteller         | Jonathan Bailey               | 2    | 0          |
| Ensemble                |                               | 25   | 2          |
| Kamera                  | Alice Brooks                  | 8    | 1          |
| Schnitt                 | Myron Kerstein                | 4    | 1          |
| Filmmusik               | John Powell, Stephen Schwartz | 9    | 0          |
| Visuelle Effekte        | Pablo Helman 3                | 16   | 2          |
| Kostümdesign            | Paul Tazewell                 | 24   | 20         |
| Produktions-/ Setdesign | Nathan Crowley, Lee Sandales  | 29   | 17         |
| Haar und Make-up        | Frances Hannon 3              | 16   | 3          |
| Sound                   | Simon Hayes 3                 | 15   | 2          |
| Stunts                  | Jo McLaren                    | 4    | 0          |

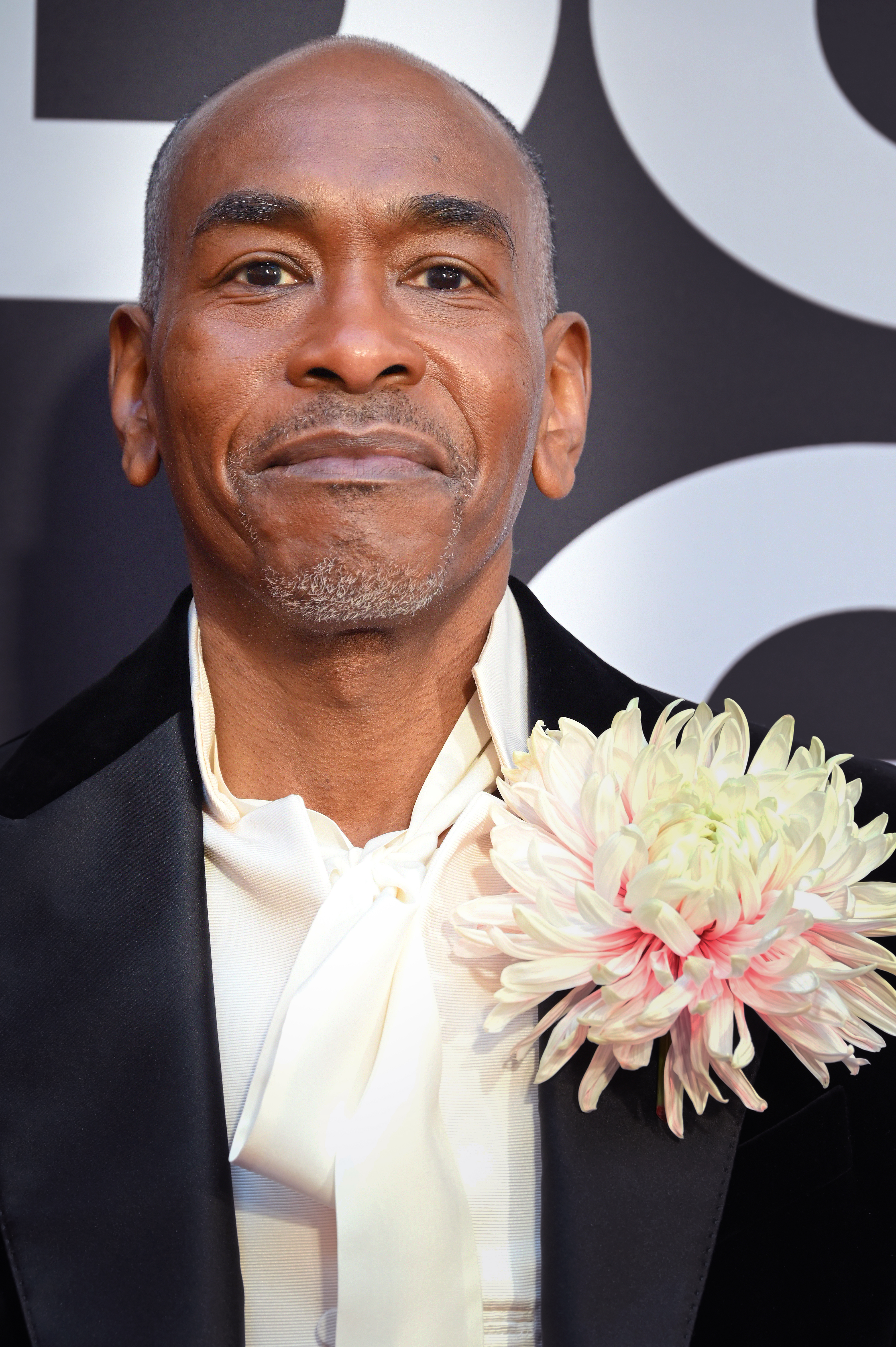
Oscar-Gewinner Paul Tazewell

In folgender Liste ausgelassen (aber in der Tabelle mitgezählt) sind etwa regionale Filmkritikerorganisation (beispielsweise Utah Film Critics Association/Hawaii Film Critics Society); gelistet sind hauptsächlich Preise von Filmakademien, Filmfestivals, Professionsgilden und verschiedene Spezialpreise.
- AACTA International Awards 2025: Nominierung als Beste Nebendarstellerin (Ariana Grande)
- AARP Movies for Grownups Awards 2024: Auszeichnung als Beste Drehbuchautorin (Winnie Holzman)
- Academy Awards 2025:
  - Auszeichnung für Bestes Kostümdesign
  - Auszeichnung für Bestes Szenenbild
  - Nominierung als Bester Film
  - Nominierung als Beste Hauptdarstellerin (Cynthia Erivo)
  - Nominierung als Beste Nebendarstellerin (Ariana Grande)
  - Nominierung für Bestes Make-up und Hairstyling
  - Nominierung für Besten Ton
  - Nominierung für Beste Filmmusik
  - Nominierung für Besten Schnitt
  - Nominierung für Beste visuelle Effekte
- AFI Awards 2024: Aufnahme in die 10 Filme des Jahres[104]
- African-American Film Critics Association 2024:
  - 5. Platz in den 10 besten Filmen des Jahres
  - Auszeichnung mit dem Innovator-Award (Paul Tazewell)
- Alliance of Women Film Journalists 2024:
  - Nominierung als Bester Film
  - Nominierung als Beste Schauspielerin (Cynthia Erivo)
  - Nominierung für das Beste Ensemble
  - Nominierung für die Beste Kamera (Alice Brooks)
- American Cinema Editors Awards 2025: Auszeichnung für den Besten Filmschnitt (Komödie/Musical) (Myron Kerstein)
- American Music Awards 2025: Nominierung als Lieblings-Soundtrack
- Art Directors Guild Awards 2025: Auszeichnung für Exzellenz in Produktionsdesign für einen Fantasyfilm (Nathan Crowley)
- Artios Awards 2025: Auszeichnung für das Beste Casting einer Big-Budget-Komödie
- Astra Film and Creative Arts Awards 2024:
  - Auszeichnung als Bester Film
  - Auszeichnung für Beste Regie (Jon M. Chu)
  - Auszeichnung als Beste Schauspielerin (Cynthia Erivo)
  - Auszeichnung als Beste Nebendarstellerin (Ariana Grande) (gleich mit Zoë Saldaña in Emilia Pérez)
  - Auszeichnung für das Beste Kostümdesign (Paul Tazewell)
  - Auszeichnung für die Beste Marketing-Kampagne
  - Auszeichnung für das Beste Produktionsdesign (Nathan Crowley und Lee Sandales)
  - Nominierung als Bester Nebendarsteller (Jonathan Bailey)
  - Nominierung für das Beste adaptierte Drehbuch (Winnie Holzman und Dana Fox)
  - Nominierung als Beste Comedy oder Musical
  - Nominierung für das Beste Cast-Ensemble
  - Nominierung für die Beste Kamera (Alice Brooks)
  - Nominierung für den Besten Filmschnitt (Myron Kerstein)
  - Nominierung für das Beste Haar- und Make-up-Design
  - Nominierung für die Beste originale Filmmusik (John Powell und Stephen Schwartz)
  - Nominierung für den Besten Sound
  - Nominierung für die Besten Visuellen Effekte
  - Nominierung für die Besten Stunts
  - Nominierung als Bester Stuntkoordinator (Jo McLaren)
- BET Awards 2025:
- Auszeichnung als Beste Schauspielerin (Cynthia Erivo)
- Nominierung für den BET Her Award (Cynthia Erivo und Ariana Grande)
- Black Reel Awards 2025:
  - Auszeichnung für den Besten Soundtrack
  - Auszeichnung für das Beste Kostümdesign (Paul Tazewell)
  - Nominierung als Beste Hauptdarstellung (Cynthia Erivo)
- British Academy Film Awards 2025:
  - Auszeichnung für das Beste Kostümdesign
  - Auszeichnung für das Beste Produktionsdesign
  - Nominierung als Beste Hauptdarstellerin (Cynthia Erivo)
  - Nominierung als Beste Nebendarstellerin (Ariana Grande)
  - Nominierung für das Beste Makeup & Hairstyling
  - Nominierung für die Besten Visuellen Effekte
  - Nominierung für den Besten Sound
- Camerimage 2024: Auszeichnung mit dem Production Designer Award (Nathan Crowley)[105]
- Capri Hollywood International Film Festival 2025: Auszeichnung für das Beste Soundediting
- Celebration of Black Cinema and Television 2024: Auszeichnung mit dem Actress Award (Cynthia Erivo)[106]
- Costume Designer Guild Awards 2025: Auszeichnung für Herausragende Leistung in einem Fantasyfilm (Paul Tazewell)
- Critics’ Choice Movie Awards 2025:
  - Auszeichnung als Bester Regisseur (Jon M. Chu)
  - Auszeichnung für das Beste Kostümdesign (Paul Tazewell)
  - Auszeichnung für das Beste Produktionsdesign (Nathan Crowley und Lee Sandales)
  - Nominierung als Bester Film
  - Nominierung als Beste Schauspielerin (Cynthia Erivo)
  - Nominierung als Beste Nebendarstellerin (Ariana Grande)
  - Nominierung für das Beste Schauspielensemble
  - Nominierung für das Beste adaptierte Drehbuch (Winnie Holzman und Dana Fox)
  - Nominierung für die Beste Kamera (Alice Brooks)
  - Nominierung für das Beste Hair- und Make-up-Design (Frances Hannon und Team)
  - Nominierung für die Besten Visuellen Effekte (Pablo Helman und Team)
- Dorian Awards 2025:
  - Auszeichnung als Nebendarsteller/in des Jahres (Ariana Grande)
  - Auszeichnung für den „We’re Wilde About You“ Rising Star Award (Jonathan Bailey)
  - Auszeichnung für den Galeca LGBTQIA + Film Trailblazer Award (Cynthia Erivo)
  - Nominierung als Hauptdarsteller/in des Jahres (Cynthia Erivo)
  - Nominierung als Genrefilm des Jahres
  - Nominierung für die Filmmusik des Jahres
- GLAAD Media Awards 2025: Nominierung als Bester Film (weite Veröffentlichung)
- Golden Globe Awards 2025:
  - Auszeichnung in der Kategorie Cinematic and Box Office Achievement
  - Nominierung als Bester Film – Komödie/Musical
  - Nominierung als Beste Hauptdarstellerin – Komödie/Musical (Cynthia Erivo)
  - Nominierung als Beste Nebendarstellerin (Ariana Grande)
- Golden Reel Awards 2025:
  - Auszeichnung für Herausragende Leistung in Musikediting bei einem Spielfilm
  - Nominierung für Herausragende Leistung in Soundediting von Dialog/ADR
- Heartland Film Festival 2024: Auszeichnung mit dem Truly Moving Picture Award
- Hollywood Music in Media Awards 2024: Nominierung für die Beste Filmmusik in der Kategorie Music-themed Film, Biopic or Musical[107]
- Jupiter 2025: Auszeichnung als Bester internationaler Kinofilm
- Make-Up Artists and Hair Stylists Guild 2025:
  - Auszeichnung für das Beste Charakter-Make-up in einem Spielfilm (Frances Hannon und Team)
  - Auszeichnung für das Beste Charakter-Hair-Styling in einem Spielfilm (Frances Hannon und Team)
- Manaki Brothers Film Festival 2024: Auszeichnung mit dem SUMOLIGHT Creative Synergy Award (Alice Brooks, Kamera; Dave Smith, Gaffer)[108]
- NAACP Image Awards 2025:
  - Auszeichnung für Herausragendes Kostümdesign
  - Auszeichnung für Herausragendes Soundtrack-Album
  - Nominierung für einen Special Award als Entertainer des Jahres (Cynthia Erivo)
  - Nominierung als Bester Film
  - Nominierung als Herausragende Schauspielerin in einem Film (Cynthia Erivo)
  - Nominierung als Herausragendes Ensemble
- National Board of Review Awards 2024:
  - Auszeichnung als Bester Film
  - Auszeichnung für die Beste Regie (Jon M. Chu)[109]
  - Auszeichnung mit dem Spotlight Award für die Beste Kreative Kollaboration (Cynthia Erivo und Ariana Grande)
- Nickelodeon Kids’ Choice Awards 2025:
  - Auszeichnung als Lieblingsfilm
  - Auszeichnung als Lieblingsfilmschauspielerin (Ariana Grande)
  - Auszeichnung als Lieblings-Filmsong (Cynthia Erivo und Ariana Grande für Defying Gravity)
  - Nominierung als Lieblingsfilmschauspielerin (Cynthia Erivo)
  - Nominierung als Lieblingsbösewicht (jeweils einzeln: Jeff Goldblum und Michelle Yeoh)
  - Nominierung als Lieblings-Album
  - Nominierung als Lieblings-Filmsong (Ariana Grande für Popular)
- Palm Springs International Film Festival 2025:
  - Auszeichnung mit dem Creative Impact in Acting Award (Cynthia Erivo)
  - Auszeichnung mit dem Rising Star Award (Ariana Grande)
- Producers Guild of America Awards 2025: Nominierung für den Darryl F. Zanuck Award als Herausragende Produzenten eines Kinofilms
- Santa Barbara International Film Festival 2025: Auszeichnung mit dem Virtuoso Award (Ariana Grande)
- Satellite Awards 2025:
  - Auszeichnung mit dem Make-up-Award
  - Auszeichnung als Beste Nebendarstellerin (Musical/Komödie) (Ariana Grande)
  - Auszeichnung für das Beste Produktionsdesign
  - Auszeichnung für das Beste Kostümdesign
  - Auszeichnung für den Besten Sound
  - Nominierung als Bester Film (Musical/Komödie)
  - Nominierung als Beste Schauspielerin (Musical/Komödie) (Cynthia Erivo)
  - Nominierung für die Besten Visuellen Effekte
- Screen Actors Guild Awards 2025:
  - Nominierung als Beste Hauptdarstellerin (Cynthia Erivo)
  - Nominierung als Beste Nebendarstellerin (Ariana Grande)
  - Nominierung als Bester Nebendarsteller (Jonathan Bailey)
  - Nominierung als Bestes Schauspielensemble
  - Nominierung als Bestes Stuntensemble
- Set Decorators Society of America 2025: Auszeichnung für die Beste Leistung im Dekor/Design eines Komödien- oder Musicalfilms (Lee Sondales)
- Society of Composers & Lyricists Awards 2025: Nominierung für Beste Filmmusik eines Studiofilms (John Powell und Stephen Schwartz)
- TiBS Editors Choice Awards 2024:
  - 2. Platz in den 10 besten Filmen des Jahres
  - Auszeichnung als Beste Schauspielerin (Cynthia Erivo)
  - Auszeichnung als Beste Nebendarstellerin (Ariana Grande)
  - Auszeichnung für das Beste Ensemble
  - Auszeichnung als Bester Regisseur (Jon M. Chu)
  - Nominierung für das Beste adaptierte Drehbuch
- Visual Effects Society Awards 2025: Nominierung für Herausragende kreierte Landschaft in einem fotorealistischen Spielfilm
- Writers Guild of America Awards 2025: Nominierung für das Beste adaptierte Drehbuch (Winnie Holzman und Dana Fox)

## Fortsetzung
Die Filmadaption des Musicals wird fortgesetzt durch einen weiteren Film, der den zweiten Akt umsetzt. Auf Deutsch ist er Wicked: Teil 2 getitelt. Dieser ist bislang für den 21. November 2025 angekündigt. In Deutschland kommt der Film schon einen Tag vorher in die Kinos. Im Original erhielt er anstelle des Zusatzes „Part Two“ (Teil 2) den Beititel „For Good“ nach dem finalen Lied aus dem zweiten Akt des Musicals.